# Avioane (joc)

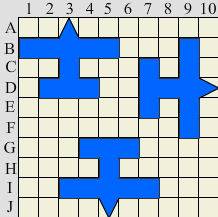
Printable version

Avioane este un joc de strategie între doi jucători. 

## Reguli de joc
Avioane se joacă pe hârtie cu pătrățele unde se trag două chenare identice, de obicei de 10x10 căsuțe. Fiecare căsuță se identifică printr-un număr pe axa X (de la 1 la 10) si de o literă pe axa Y (de la A la J). Primul chenar este propriu, unde se așează trei avioane identice fără ca adversarul să le vadă poziția. Avioanele nu au voie să iasă în afara chenarului.

## Mutări
Când ambii jucători au desenat cele trei avioane în chenarul propriu, jocul poate începe. Se poate trage la sorți cine este primul la rând. Fiecare mutare are două părți:
- Adversarul se uită la chenarul propriu și răspunde cu una din următoarele posibilități:
  - aer - căsuța este în afara oricărui avion;
  - lovit - căsuța face parte dintr-un avion, dar nu s-a găsit cabina;
  - mort/doborât - căsuța conține cabina unui avion. Toate căsuțele avionului doborât devin lovite.

## Variații
- Un jucător nu este neapărat nevoit să spună în ce direcție se află avionul doborât de către adversar. Astfel, jucătorul nu este nevoit să spună dacă o căsuță lovită face parte dintr-un avion deja doborât.
- Posibilitatea remizei: dacă primul jucătorul la rând a găsit toate cele trei avioane, atunci al doilea jucător mai are o șansă de a găsi avionul adversarului, datorită faptului că primul jucător a beneficiat de o mutare în plus.

## Versiuni digitale
- Jocul "Avioanele" pe hârtie, cu diverse tipuri de planșe - www.avioanele.ro
- Jocul "Planes" versiune in limba engleza, germana si romana, pentru Linux, Windows dar si pentru Android - https://xxxcucus.github.io/planes/
- Jocul "Paper Airplanes" - o versiune online, cu un AI competitv https://aegitman.github.io/avioane/game/